# 가미후쿠시마촌
가미후쿠시마촌(일본어: 上福島村)은 일본 오사카부 니시나리군에 설치되었던 촌이다. 현재의 오사카시에 해당한다.